# ASB Classic (ATP) 2016
L'ASB Classic 2016 è stato un torneo di tennis giocato sul cemento, facente parte della categoria ATP World Tour 250 series nell'ambito dell'ATP World Tour 2015. È stata la 60ª edizione dell'ASB Classic. Si è giocato nell'ASB Tennis Centre di Auckland in Nuova Zelanda, dall'11 al 16 gennaio 2016.

## Partecipanti

### Teste di serie
| Nazionalità | Giocatore             | Ranking* | Testa di serie |
| ----------- | --------------------- | -------- | -------------- |
| Spagna      | David Ferrer          | 7        | 1              |
| Francia     | Jo-Wilfried Tsonga    | 10       | 2              |
| Stati Uniti | John Isner            | 11       | 3              |
| Sudafrica   | Kevin Anderson        | 12       | 4              |
| Francia     | Benoît Paire          | 19       | 5              |
| Italia      | Fabio Fognini         | 21       | 6              |
| Croazia     | Ivo Karlović          | 23       | 7              |
| Spagna      | Roberto Bautista Agut | 25       | 8              |

* Ranking al 4 gennaio 2016.

### Altri partecipanti
I seguenti giocatori hanno ricevuto una wildcard per il tabellone principale:
- David Ferrer
- Finn Tearney
- Michael Venus

I seguenti giocatori sono passati dalle qualificazioni: 

- Matthew Barton
- Benjamin Becker
- Thiemo de Bakker
- Robin Haase

## Punti e montepremi
| Torneo    | Torneo              | V      | F      | SF     | QF     | 2T    | 1T    | Q  | Q3    | Q2    | Q1 |
| Singolare | Punti               | 250    | 150    | 90     | 45     | 20    | 0     | 12 | 6     | 0     | 0  |
| Singolare | Premi in denaro ($) | 82.450 | 43.430 | 23.525 | 13.400 | 7.900 | 4.680 | –  | 2.105 | 1.055 | 0  |
| Doppio    | Punti               | 250    | 150    | 90     | 45     | 0     | –     | –  | –     | –     | –  |
| Doppio    | Premi in denaro ($) | 25.070 | 13.170 | 7.140  | 4.080  | 2.390 | –     | –  | –     | –     | –  |

## Campioni

### Singolare
Roberto Bautista Agut ha conquistato il titolo a seguito del ritiro di  Jack Sock sul punteggio di 6-1, 1-0.
- È il terzo titolo in carriera per Bautista Agut, primo della stagione.

### Doppio
Mate Pavić /  Michael Venus hanno sconfitto in finale  Eric Butorac /  Scott Lipsky per 7–5, 6–4.